# 望月政友
望月 政友（もちづき まさとも、1884年（明治17年）2月1日 - 1944年（昭和19年）3月1日）は、明治末から昭和前期の実業家、政治家。衆議院議員。

## 経歴
和歌山県伊都郡兄井村（見好村兄井を経て現かつらぎ町）で、実業家、政治家・望月右内の長男として生まれる。居村小学校、奈良県立五條中学校（現奈良県立五條高等学校）、第六高等学校を経て、1908年（明治41年）東京帝国大学法科大学法律学科（独法）を卒業した。
その後、農商務省に入省し、特許局に配属され1909年（明治42年）6月まで在任した。退官後に帰郷し、1917年（大正6年）1月、家督を相続し家業に従事。同年、玉川水道取締役となり、その他、東京電燈などの経営に参画した。
1920年（大正9年）5月の第14回衆議院議員総選挙で和歌山県第3区から選出された児玉亮太郎が、1921年（大正10年）10月に死去したことに伴い、補欠選挙が実施され出馬して同年11月に当選した。衆議院議員を1期務め、立憲政友会に所属した。その後、公職から退いて東京府豊多摩郡中野町（現東京都中野区）に閑居した。